# 万屋美穂
万屋 美穂（まんや みほ、1996年11月5日 - ）は、日本の元女子サッカー選手。
ポジションはディフェンダー（サイドバック）。

## 経歴

### ユース
大阪府出身。スペランツァFC高槻ピンキーズ→塚原サンクラブ→FCヴィトーリアでプレー。
2012年に中学校を卒業すると、高校女子サッカーの名門である日ノ本学園高等学校（兵庫県）に入学。
日ノ本学園時代の3年間は、全国高等学校総合体育大会サッカー競技大会女子の部で3年連続優勝、全日本高等学校女子サッカー選手権大会では、2014年第22回大会にて、藤枝順心高等学校との決勝戦に先発フル出場して勝利、高校日本一に輝いた。
しかし、2014年の高校3年次には主将を務めながら二度も左膝前十字靭帯断裂の故障を発生したことにより試合に出場出来なくなり、その年の全国高等学校総合体育大会サッカー競技大会と第23回全日本高等学校女子サッカー選手権大会（2015年1月）はスタンドからチームを応援する形になった。

### シニア
2015年、高校卒業後にベガルタ仙台レディースに入団、宮城県仙台市内の一般企業に社員として勤務しつつ、サッカー選手として活動する形を採る。入団1年目は高校時代の負傷の影響によりリハビリテーションに時間を割きつつ、トレーニングを積んで試合に出場する状態に戻したものの、同年の第37回皇后杯全日本女子サッカー選手権大会準々決勝の浦和レッズレディース戦の試合中にまたも故障を発生、この時は右膝前十字靭帯断裂で全治6ヶ月の重傷となった。
2017年、なでしこリーグ開幕戦のジェフユナイテッド千葉戦で入団3年目にしてリーグ戦先発出場を果たした。
2023年5月30日、2022-23シーズン限りで引退することを発表した。

### 代表
2011年、中学校3年生の時にU-16日本女子代表に召集され、同年のAFC U-16女子選手権2011（中華人民共和国・南京市）に出場、リーグ戦方式で開催されたこの大会では第1戦の朝鮮民主主義人民共和国戦、第3戦の中華人民共和国戦、第4戦の大韓民国戦で先発出場し、日本の大会優勝に貢献した。
2012年9月にはU-17日本女子代表のメンバーとしてFIFA U-17女子ワールドカップ（アゼルバイジャン）に出場、この時は一次リーグ第3戦のメキシコ戦で71分に成宮唯との交代で出場しただけに留まった。
2017年7月には日本女子代表（なでしこジャパン）に初召集され、7月27日、アメリカで開催された2017 トーナメント・オブ・ネーションズ（4ヶ国対抗大会）の第1戦ブラジル女子代表戦に左サイドバックのポジションで先発初出場を果たした。

## 個人成績

### クラブ
| 国内大会個人成績 | 国内大会個人成績               | 国内大会個人成績 | 国内大会個人成績 | 国内大会個人成績 | 国内大会個人成績 | 国内大会個人成績 | 国内大会個人成績 | 国内大会個人成績 | 国内大会個人成績 | 国内大会個人成績 | 国内大会個人成績 |
| 年度             | クラブ                         | 背番号           | リーグ           | リーグ戦         | リーグ戦         | リーグ杯         | リーグ杯         | オープン杯       | オープン杯       | 期間通算         | 期間通算         |
| 年度             | クラブ                         | 背番号           | リーグ           | 出場             | 得点             | 出場             | 得点             | 出場             | 得点             | 出場             | 得点             |
| 日本             | 日本                           | 日本             | 日本             | リーグ戦         | リーグ戦         | リーグ杯         | リーグ杯         | 皇后杯           | 皇后杯           | 期間通算         | 期間通算         |
| ---------------- | ------------------------------ | ---------------- | ---------------- | ---------------- | ---------------- | ---------------- | ---------------- | ---------------- | ---------------- | ---------------- | ---------------- |
| 2013             | 日ノ本学園高校                 | 5                | -                | -                | -                | -                | -                | 1                | 0                | 1                | 0                |
| 2015             | ベガルタ仙台レディース         | 22               | なでしこ1部      | 0                | 0                | -                | -                | 3                | 1                | 3                | 1                |
| 2016             | ベガルタ仙台レディース         | 22               | なでしこ1部      | 0                | 0                | 0                | 0                | 1                | 0                | 1                | 0                |
| 2017             | マイナビベガルタ仙台レディース | 22               | なでしこ1部      | 18               | 0                | 6                | 0                | 3                | 1                | 27               | 1                |
| 2018             | マイナビベガルタ仙台レディース | 22               | なでしこ1部      | 16               | 1                | 6                | 0                | 3                | 0                | 25               | 1                |
| 2019             | マイナビベガルタ仙台レディース | 22               | なでしこ1部      | 17               | 0                | 8                | 0                | 3                | 0                | 28               | 0                |
| 2020             | マイナビベガルタ仙台レディース | 22               | なでしこ1部      | 17               | 0                | -                | -                | 4                | 0                | 21               | 0                |
| 2021-22          | マイナビ仙台レディース         | 22               | WE               | 19               | 0                | -                | -                | 1                | 0                | 20               | 0                |
| 2022-23          | マイナビ仙台レディース         | 22               | WE               | 9                | 0                | 5                | 0                | 1                | 0                | 15               | 0                |
| 通算             | 日本                           | 日本             | 1部              | 96               | 1                | 25               | 0                | 19               | 2                | 140              | 3                |
| 通算             | 日本                           | 日本             | その他           | -                | -                | -                | -                | 1                | 0                | 1                | 0                |
| 総通算           | 総通算                         | 総通算           | 総通算           | 96               | 1                | 25               | 0                | 20               | 2                | 141              | 3                |

- 日本女子サッカーリーグ
  - 初出場 - 2017年3月26日 なでしこリーグ1部 第1節 ジェフユナイテッド市原・千葉レディース戦 (ゼットエーオリプリスタジアム)
  - 初得点 - 2018年5月20日 なでしこリーグ1部 第7節 アルビレックス新潟レディース戦 (会津総合運動公園あいづ陸上競技場)

- WEリーグ
  - 初出場 - 2021年9月12日 第1節 ノジマステラ神奈川相模原戦 (ユアテックスタジアム仙台)[11]

### 代表
- 2017年7月27日 - 日本女子代表初出場 -  ブラジル戦 (2017 トーナメント・オブ・ネーションズ（英語版）)

#### 主な出場大会
- U-16日本女子代表
  - AFC U-16女子選手権2011
- U-17日本女子代表
  - 2012 FIFA U-17女子ワールドカップ

- 日本女子代表
  - 2017 トーナメント・オブ・ネーションズ（英語版）
  - EAFF E-1サッカー選手権2017

#### 試合数
| 日本代表 | 国際Aマッチ | 国際Aマッチ |
| 年       | 出場        | 得点        |
| -------- | ----------- | ----------- |
| 2017     | 7           | 0           |
| 通算     | 7           | 0           |

#### 出場試合
| #  | 開催日         | 開催都市     | スタジアム                             | 対戦国         | 結果  | 監督     | 大会                                  | 出典   |
| -- | -------------- | ------------ | -------------------------------------- | -------------- | ----- | -------- | ------------------------------------- | ------ |
| 1. | 2017年7月27日  | シアトル     | センチュリーリンク・フィールド         | ブラジル       | △ 1-1 | 高倉麻子 | 2017 トーナメント・オブ・ネーションズ | [ 12 ] |
| 2. | 2017年7月30日  | サンディエゴ | クアルコム・スタジアム                 | オーストラリア | ● 2-4 | 高倉麻子 | 2017 トーナメント・オブ・ネーションズ | [ 13 ] |
| 3. | 2017年8月3日   | カーソン     | スタブハブ・センター                   | アメリカ合衆国 | ● 0-3 | 高倉麻子 | 2017 トーナメント・オブ・ネーションズ | [ 14 ] |
| 4. | 2017年10月22日 | 長野         | 長野Uスタジアム                        | スイス         | ○ 2-0 | 高倉麻子 | MS&ADカップ2017                       | [ 15 ] |
| 5. | 2017年11月24日 | アンマン     | キング・アブドゥッラー2世スタジアム    | ヨルダン       | ○ 2-0 | 高倉麻子 | 国際親善試合 ～ ヨルダン遠征 ～       | [ 16 ] |
| 6. | 2017年12月8日  | 千葉         | 千葉市蘇我球技場（フクダ電子アリーナ） | 韓国           | ○ 3-2 | 高倉麻子 | EAFF E-1サッカー選手権2017            | [ 17 ] |
| 7. | 2017年12月11日 | 千葉         | 千葉市蘇我球技場（フクダ電子アリーナ） | 中華人民共和国 | ○ 1-0 | 高倉麻子 | EAFF E-1サッカー選手権2017            | [ 18 ] |

## タイトル

### クラブ
- 日ノ本学園高校
  - 全国高等学校総合体育大会サッカー競技大会(インターハイ): 2回 (2012, 2013)
  - 全日本高等学校女子サッカー選手権大会: 1回 (2013)

### 代表
- U-16日本女子代表
  - AFC U-16女子選手権: 1回 (2011)